# La Ballade de Little Jo
Pour plus de détails, voir Fiche technique et Distribution.
La Ballade de Little Jo (The Ballad of Little Jo) est un film américain réalisé par Maggie Greenwald et sorti en 1993. Le film n'a pas fait l'objet d'une distribution en France. Il s'inspire de l'histoire de Little Joe Monahan : une jeune femme, Josephine Monaghan, élevée dans une bonne famille de la côte Est, ayant eu un enfant hors mariage, fut expulsée de sa famille et contrainte d'émigrer vers l'Ouest. Elle dut se travestir en homme pour pouvoir survivre. On découvrit qu'elle était une femme au moment de son décès.

## Synopsis
1866. Josephine, séduite par le photographe de famille, porte, désormais, un enfant illégitime. Disgraciée par ses proches, elle doit quitter son foyer, abandonner son nouveau-né et fuir vers l'Ouest américain. Ses perspectives sont extrêmement réduites. Comme femme, elle est très souvent considérée avec suspicion et subit de nombreuses vexations sexuelles. Elle est donc contrainte de se dissimuler en homme pour travailler honnêtement et survivre. Dans un camp de mineurs, à Ruby City, elle rencontre Percy qui la recommande pour un emploi de garçon d'écurie. Toutefois, elle assiste à des scènes dans lesquelles Percy fait étalage d'un profond mépris à l'égard des femmes. Ne se sentant plus en sécurité, Jo - c'est ainsi qu'elle se nomme maintenant - finit par devenir éleveur de moutons pour le compte du fermier Frank Badger. Après avoir dûment économisé, Jo se sépare de son employeur et achète sa propre ferme. Bientôt, elle embauche un jeune Chinois, accusé de "prendre le travail des autres" et menacé de lynchage. Celui-ci devient son cuisinier et sa femme de ménage…

## Fiche technique
- Titre original : The Ballad of Little Jo
- Titre français : La Ballade de Little Jo
- Réalisation et scénario : Maggie Greenwald
- Photographie : Declan Quinn - Couleurs
- Musique : David Mansfield
- Direction artistique : Ginger Tougas
- Décors : Keith Reamer
- Producteur : Fred Berner
- Durée : 121 minutes
- Pays d'origine :  États-Unis
- Sortie : 20 août 1993 aux États-Unis
- Présenté au Festival International de Toronto le 16 septembre 1993
- Genre : Western

## Distribution
- Suzy Amis : Josephine Monaghan
- Bo Hopkins : Frank Badger
- Ian McKellen : Percy Corcoran
- David Chung : Tinman Young
- Heather Graham : Mary Addie
- René Auberjonois : Streight Hollander
- Carrie Snodgress : Ruth Badger
- Anthony Heald : Henry Grey
- Melissa Leo : Beatrice Grey
- Sam Robards : Jasper Hill

## Commentaire
- « L'histoire de cette jeune femme travestie en homme, doublée du fait que ce western est dû exceptionnellement à une femme, ainsi que la présence d'un acteur gay, Ian McKellen, n'ont pas manqué d'aveugler la critique soucieuse de Gender Studies, d'homosexualité ou de lesbianisme », écrivent Suzanne Liandrat-Guigues et Jean-Louis Leutrat dans un bel ouvrage consacré au genre[1]. Or, estiment-ils, « ce mélodrame victorien, où une jeune fille de la bonne société [...] se voit exclue de la famille et obligée de survivre dans de dures conditions sur le front de l'Ouest, est d'une beauté impressionnante et ouvre une voie insolite au western. »
- L'originalité du film s'explique essentiellement par les nombreuses inversions de situations qu'il effectue, en parfaite symbiose avec le travestissement opéré par l'héroïne Josephine, devenue Jo. « L'actrice Suzy Amis transpose son propre jeu lorsqu'elle passe de la charmante et ingénue Josephine, prise au piège des règles de sa société, à la création de cet être secret qu'est Jo, taciturne par prudence, stone face pour d'autres raisons que celles qui habitent un Randolph Scott ou un Clint Eastwood. »[2]
- Ceci étant dit, nous sommes pourtant loin de certains films qui ont usé du travestissement, tels Tootsie ou Victor Victoria ; nous ne sommes pas non plus en présence de ces histoires - peu fréquentes, à vrai dire - qui ont montré la dureté de la condition féminine dans l'Ouest américain : Convoi de femmes de William A. Wellman ou, trente ans plus tard, La Porte du paradis de Michael Cimino par exemple.
- « Little Jo offre un visage inattendu, celui d'un être proprement de la frontière, autrement dit un être bipartite. [...] L'hybridation imaginée par Maggie Greenwald est tout autre, car il ne s'agit pas de dresser le portrait de la courageuse pionnière, ni bien sûr d'illustrer la femme raffinée de l'Est égarée dans l'Ouest sauvage. »[2] En empruntant l'apparence masculine, Jo/Josephine en revendique également les prérogatives. « Le front pionnier retenu est celui des âpres prospecteurs, des communautés misérables [...], ou des premiers homesteads isolés. [...] Si tout western invente sa frontière, celle-ci passe par une redivision de la nature humaine. Jo/Joséphine en formule une idée originale tout à fait distincte du personnage de Calamity Jane ! », concluent S. Liandrat-Guigues et J.-L. Leutrat[3].